# Vatnsnes

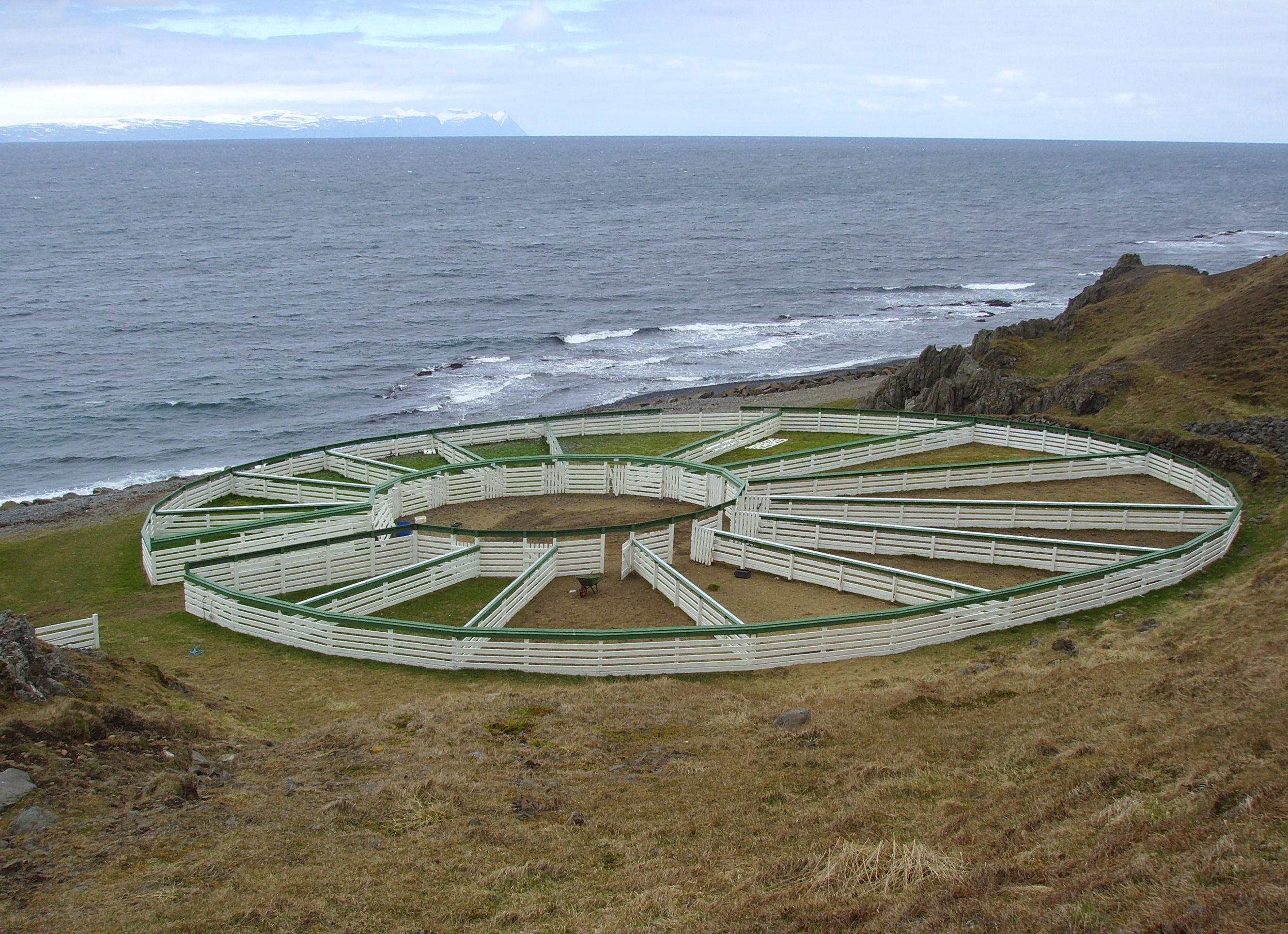
Schafpferch („Schaf-Scheide“) auf Vatnsnes, jenseits des Húnaflói sieht man Strandir, einen Teil der Westfjorde

Die Halbinsel Vatnsnes liegt im Norden von Island. Sie wird begrenzt von dem Fjord Miðfjörður und der Bucht Húnaflói. Auf der Halbinsel liegen Berge, die bis 1000 Meter hinaufragen. Die Halbinsel gehört zum Gemeindegebiet von Húnaþing vestra.
Man kann auf einer ungeteerten Straße die gebirgige Halbinsel umrunden. Der kleine Ort Hvammstangi mit seinem Seehundmuseum liegt auf ihr. An der Spitze von Vatnsnes liegt der verlassene Bauernhof Hindisvík. Die dazugehörige kleine Bucht ist bekannt für ihre große Seehundskolonie. Man findet dort sowohl die Ringelrobbe als auch den Gemeinen Seehund. 
Wenn man von der Bucht Húnaflóí wieder landeinwärts fährt, gelangt man bald zum etwa 15 Meter hohen Basaltfelsen Hvítserkur.
Von dieser Seite der Bucht kann man über die Lagune Hóp hinüber auf die Halbinsel Skagi schauen, in deren Nähe die Stadt Blönduós liegt.
Davor sieht man auf einer Halbinsel im Hóp die kleine schwarze Kirche von Þingeyrar, wo einmal das älteste Kloster von Island stand.